# Jean Carzou
Jean Carzou, all'anagrafe Garnik Zouloumian (Aleppo, 1º gennaio 1907 – Périgueux, 12 agosto 2000), è stato un pittore francese, di origine armena.

## Biografia
Dopo aver effettuato gli studi medi presso le scuole mariste, e dopo un brillante rendimento nella scuola Kaloustian de Il Cairo si iscrisse al corso di architettura a Parigi e soprattutto frequentò, a partire dagli anni trenta, numerose accademie di Montparnasse.
Incominciò una lunga carriera di pittore, di decoratore e di scenografo per il teatro, culminata all'età di 83 anni con la presentazione di una monumentale Apocalypse che racchiuse sinteticamente tutti gli eventi fondamentali, e purtroppo tragici, del secolo.
Nell'anno 1939 ottenne la sua prima affermazione artistica, grazie ad una riuscita mostra personale e ad una serie di raffigurazioni satiriche di personaggi politici passati e contemporanei.
Carzou si distinse per uno stile figurativo, a sfondo paesaggistico o basato su ritratto, e caratterizzato da una originale mescolanza di colori.
Nel secondo dopoguerra partecipò a vari Salon, quasi tutti incentrati sul tema peintres témoins de leur temps, vincendo a più riprese il prestigioso Prix Hallmark: nel 1949, nel 1952 e nel 1955.
Nel 1952, la sua tela La promenade des amants riscosse un grande successo, bissato l'anno seguente con la mostra presso la Galleria David incentrata sul tema Venezia.
Altri sue personali importanti furono la Figures rituelles del 1968 e Versailles del 1994.
Svolse un'apprezzata attività anche come scenografo e costumista delle opere teatrali Les Indes galantes di Jean-Philippe Rameau, inscenata nel 1952 all'Opéra national de Paris, mentre l'anno seguente curò Le Loup per i balletti di Roland Petit. Intensa fu la sua collaborazione con la Comédie-Française, concretizzata nelle opere Giselle del 1954 e Athalie del 1955.
Intorno al 1977 Carzou divenne membro dell'Académie des beaux-arts dell'Institut de France.
Grande estimatore di Picasso, e soprattutto di Claude Lorrain, di Watteau e di Dalì e di Fabrizio Clerici, risultò fortemente perplesso sulle tendenze ultramoderne della pittura e dalle rotture proposte dai movimenti di avanguardia.
Autore di un'importante opera litografica e di illustrazione (Les Illuminations di Rimbaud), oltre che delle decorazioni per la chiesa del convento di Manosque, e di un cartone per la Manifattura dei Gobelins intitolato L'nvitation au voyage, è stato celebrato nel 1986, a Vence presso le (Alpi Marittime), con l'inaugurazione di un museo recante il suo nome.
Tra i riconoscimenti ottenuti, si annoverarono la Legion d'onore, l'Ordine Nazionale al Merito e l'Ordre des arts et des lettres.
È deceduto il 12 agosto 2000 presso Périgueux, all'età di 93 anni.